# 织金站
织金站，位于中华人民共和国贵州省毕节市织金县，是隆黄铁路上的火车站，建于2011年，由中国铁路成都局集团贵阳车务段管辖。

## 歷史
- 建于2011年。

## 車站周邊
- 锦湘酒店
- 织金妙圣堂中医医院
- 织金县第二小学
- 织金县第五中学
- 织金县人民政府
- 织金县城乡规划局
- 织金县统计局
- 织金县工业经济贸易和能源局

## 外部連結
- 中国铁路客户服务中心 （页面存档备份，存于）